# Alexandr Rapoport (herec)
Alexandr Grigorjevič Rapoport (rusky Алекса́ндр Григо́рьевич Рапопо́рт; * 1. dubna 1947, Kazanlak, Bulharsko) je ruský a americký herec, původním povoláním lékař.

## Životopis
Narodil se v rodině lékařů v Bulharsku a brzy po narození se s rodinou přestěhoval do Petrohradu. Od dětství byl umělecký, měl vynikající hudební schopnosti a hlas, ale jeho otec přinutil svého syna, aby vstoupil do lékařského ústavu na psychiatrickém oddělení. Po ukončení studia pracoval v moskevské psychiatrické nemocnici. V roce 1980 byl ve vykonstruovaném procesu odsouzen a ve vězení strávil čtyři roky. Důvodem zatčení bylo odmítnutí diagnostikovat „schizofrenii“ u zdravých lidí, aby byli izolováni od společnosti. Po propuštění z vězení emigroval z SSSR a přestěhoval se do Barcelony, protože mu hrozilo další zatčení. Od roku 1990 žil v USA, kde absolvoval univerzitní studium a potvrdil svou odbornou kvalifikaci. Poté, co působil jako psychoterapeut, zahájil hereckou kariéru.

## Filmografie, výběr
Jeho filmografie zahrnuje více než sto děl.
- Něbesnaja komanda (2021)
- Na Paříž! (2019)
- Admiral (2009, seriál)
- V ritme tango (2006, seriál)
- Žara (2006)